# 王妃董氏
王妃董氏（おうひ とうし、1623年10月17日 - 1681年7月30日）は、鄭氏東寧初代王・鄭成功の正室、王妃。